# Ninjago: Das Jahr der Schlangen
Ninjago: Das Jahr der Schlangen, auch bekannt als Ninjago: Aufstieg der Schlangen (Originaltitel Rise of the Snakes; auf Netflix Rise of the Serpentine) ist die erste Staffel der computeranimierten Fernsehserie Ninjago: Meister des Spinjitzu (seit Staffel 11 nur Ninjago). Die Produzenten der Serie sind Michael Hegner und Tommy Andreasen. Die Serie handelt von den Abenteuern von sechs teenage-Ninjas die in der fiktiven Welt von Ninjago leben und gegen die verschiedenen Mächte des bösen Kämpfen. Die Staffel wurde in Deutschland vom 26. Februar 2012 bis zum 20. Mai 2012 ausgestrahlt und spielte nach den Pilotfolgen der Serie. Die nachfolgende Staffel trägt als Alternativtitel ebenfalls Das Jahr der Schlangen.
Das Jahr der Schlangen stellte den Hauptcharakter der Serie, Lloyd Garmadon vor (synchronisiert von Christian Zeiger) und bezieht sich auf die Prophezeiung und Suche des legendär prophezeiten grünen Ninja. In dieser Staffel wird Lloyd als kleiner Junge vorgestellt, der den Ninjas eine Bedrohung darstellen will. Die Storyline fokussiert sich auf Lloyd und seinen Plan die fünf Schlangen-Stämme zu vereinen, damit sie ihn helfen die Welt zu beherrschen und somit seinem Vater in die Fußstapfen zu treten. Lord Garmadon kommt zurück um seinen Sohn vor den Schlangen zu retten, während Pythor P. III und eine legendäre Schlange namens Der große Schlangenmeister als Hauptantagonisten der Serie vorgestellt werden. Die Staffel behandelt außerdem den Charakter Nya, die sich als einen mysteriösen Helfer der Ninja namens Samurai-X herausstellt.

## Entstehung
| Figur              | Originalsprecher    | Deutscher Sprecher   | Episoden         |
| Protagonisten      | Protagonisten       | Protagonisten        | Protagonisten    |
| ------------------ | ------------------- | -------------------- | ---------------- |
| Lloyd Garmadon     | Jillian Michaels    | Christian Zeiger     | 1–6, 9–13        |
| Kai                | Vincent Tong        | Wanja Gerick         | 1–13             |
| Jay Walker         | Michael Adamthwaite | Tobias Nath          | 1–13             |
| Zane Julien        | Brent Miller        | Robin Kahnmeyer      | 1–13             |
| Cole               | Kirby Morrow        | Marcel Collé         | 1–13             |
| Nya                | Kelly Metzger       | Magdalena Turba      | 1–13             |
| Sensei Wu          | Paul Dobson         | Eberhard Prüter      | 1–13             |
| Lord Garmadon      | Mark Oliver         | Klaus-Dieter Klebsch | 4, 7–11, 13      |
| Antagonisten       |                     |                      |                  |
| Skales             | Ian James Corlett   | Rainer Fritzsche     | 1–2, 4–13        |
| Pythor             | Michael Dobson      | Klaus-Peter Grap     | 4–12             |
| Slithraa           | Michael Dobson      | Axel Lutter          | 1–2              |
| Skalidor           | John Novak          | Axel Lutter          | 5–7, 11, 13      |
| Acidicus           | John Novak          | Stefan Gossler       | 5–7, 11, 13      |
| Fangtom            | Mackenzie Gray      | Stefan Gossler       | 3–4, 6–7, 11, 13 |
| Weitere Charaktere |                     |                      |                  |
| Ed Walker          | Colin Murdock       | Uwe Büschken         | 3, 13            |
| Edna Walker        | Jillian Michaels    | Marina Krogull       | 3, 13            |
| Mystaké            | Mackenzie Gray      | Eva-Maria Werth      | 7, 13            |

Die Brüder Dan und Kevin Hageman, die von Anfang an bis zur zehnten Staffel für die Serie schrieben, entwickelten die Idee für die Figur von Lloyd, Serien-Co-Schöpfer Tommy Andreasen erklärte, dass Lloyds Geschichte als Grüner Ninja unmittelbar nach der Erschaffung der Figur konzipiert wurde, obwohl das Geheimnis um die Identität des Grünen Ninja im Laufe von zehn Episoden aufgebaut und schließlich in der Episode mit dem Titel „Der Grüne Ninja“ enthüllt wurde.
Die Staffel wurde von Wil Film ApS in Dänemark produziert. Wie die folgenden 9 Staffeln gehen die Folgen in Das Jahr der Schlangen jeweils 22 Minuten.
Die Episoden für Der Aufstieg der Schlangen wurden unter der Leitung von Justin J. Murphy, Michael Hegner, Martin Skov und Peter Hausner produziert.

## Ausstrahlung
Die erste Staffel von Ninjago: Masters of Spinjitzu, die auf Cartoon Network ausgestrahlt wurde, erreichte die Spitzenposition am Mittwochabend von 19 bis 21 Uhr bei Kindern im Alter von 2–11 und 9–14 Jahren.
Die erste Episode der Staffel namens Der Aufstieg der Schlangen wurde in Deutschland am 26. Februar 2012 auf Super RTL ausgestrahlt. Die folgenden Episoden wurden in den folgenden Monaten veröffentlicht, bis zum Staffelfinale Rettung in letzter Sekunde, in Deutschland veröffentlicht am 20. Mai 2012.

## Handlung
Als Garmadon im Dorf Jamanakai entdeckt wird, finden die Ninja stattdessen seinen Sohn, Lloyd Garmadon, der versucht, den Dorfbewohnern die Süßigkeiten zu stehlen. Die Ninja entdecken eine Schriftrolle, die die Prophezeiung des Grünen Ninja voraussagt, der sich über die anderen erheben wird, um den Lord Garmadon zu besiegen, und fragen sich, wer von ihnen der Auserwählte sein wird. Da sie sich nicht einigen, planen sie ein Turnier, das jedoch von Meister Wu unterbrochen wird. Lloyd entdeckt ein Grab, in dem die Hypnokobras, einer der fünf Schlangenstämme, leben. Der Stammesgeneral Slithraa versucht, ihn zu hypnotisieren, gibt aber versehentlich Lloyd die Kontrolle über den Stamm. Sie greifen Jamanakai an, jedoch werden sie von den Ninjas gestoppt. Lloyd und die Hypnokobras bauen eine Baumhausfestung mit dem Ziel, Ninjago zu erobern. Zane wird von einem mysteriösen Falken zur Festung gebracht und erkennt die Bedrohung. Gemeinsam mit den Ninja kämpfen sie gegen Lloyd und die Hypnokobras. Sie schaffen es, das Baumhaus zum Einstürzen zu bringen, geraten jedoch selbst in Gefahr. Sie werden von Meister Wu und Nya gerettet. Als sie zum Kloster des Spinjitzu zurückkehren, stellen sie fest, dass es niedergebrannt wurde und finden ein neues Zuhause an Bord eines alten Flugschiffs. Am Hypnokobra-Grab übernimmt Skales die Kontrolle über den Stamm und verbannt Lloyd aus der Grabstätte. Auf der Suche nach Rache entdeckt Lloyd das Beißvipern-Grab und schließt einen Pakt mit dem General. Sie greifen Jays Eltern Ed und Edna an, die kurz davor die Ninja mit ihrem neuen Flugschiff besucht haben. Die Ninja kommen zum Glück rechtzeitig an und retten Jays Eltern. Lloyd und die Beißvipern planen einen Angriff auf die Hypnokobras, doch als die beiden Schlangen-Generäle aufeinander treffen, verbünden sie sich und Lloyd flieht. Lloyd öffnet das Anacondrai-Grab und findet darin Pythor, der vorgibt, sich mit ihm anzufreunden. Als sie in die Schule der bösen Jungs einbrechen, erkennt Pythor an Lloyd eine Karte, wo die zwei letzten Schlangenstämme eingezeichnet sind. Die Ninjas kommen zur Schule und kämpfen gegen Lloyd und Pythor. Pythor stiehlt die Karte und flieht. Lloyd wird schließlich in die Pflege von Meister Wu an Bord des Flugschiffs genommen. Lloyd spielt den Ninjas mehrere Streiche, unter anderem wäscht er Zanes Anzug rosa, um sie untereinander zum Kämpfen zu bringen.
Pythor geht zu den beiden verbliebenen Schlangengräbern, dem Würgeboa-Grab und dem Giftnattern-Grab, um die fünf Stämme zu vereinen, und wird dabei von den Ninja gefolgt. Als sie das Giftnattern-Grab erreichen, werden sie von ihnen umzingelt und von dem mysteriösen Samurai X gerettet. Pythor erklärt sich zum neuen Schlangenkönig und macht sich auf die Suche nach der verlorenen Stadt Ouroborous, dem Gefängnis einer legendären Schlange namens Der große Schlangenmeister. Als Lloyd gefangen genommen wird, versuchen die Ninja, ihn vor den Schlangen zu retten. Einer nach dem anderen entdecken Zane, Jay und Cole ihr „wahres Potenzial“, indem sie persönliche Hindernisse überwinden, und Nya enthüllt, dass sie Samurai X ist. Als die vier Ninja dem mysteriösen Falken in den Wald folgen, stoßen sie auf eine versteckte Werkstatt, in der Zane das Geheimnis seiner Vergangenheit lüftet und als erster Ninja sein wahres Potenzial entdeckt. Jay und Nya müssen ihre erste Verabredung im Mega-Monster-Vergnügungspark verkürzen, da die Schlangen auf dem Weg sind, um die erste oder vier Reißzahnklingen zu holen, mit denen sie den großen Schlangenmeister erwecken wollen. Die vier Ninja geben sich als Tanzgruppe aus und nehmen an einem Talentwettbewerb teil, um den „Klingenpokal“ zu gewinnen, in dem eine der Reißzahnklingen versteckt ist.
Pythor macht sich auf die Suche nach vier silbernen Reißzahnklingen, die den großen Schlangenmeister erwecken sollen. Nachdem sie die ersten beiden gefunden haben, versuchen die Schlangen, die dritte Reißzahnklinge aus dem Feuertempel zu holen, sind aber gezwungen, gegen die Ninja zu kämpfen. Lloyd ist auf einem Felsen in der Lava gefangen, und Kai beschließt, ihn zu retten, wodurch sein wahres Potenzial freigesetzt wird. Die Ninja und Sensei Wu versuchen, in die Stadt Ouroborous einzudringen, und laufen direkt in eine Falle. Als Lloyds Rettungsaktion scheitert, gibt es nur einen, der ihnen helfen kann, nämlich der böse Lord Garmadon. An Bord des Flugschiffs enthüllen die vier goldenen Waffen, dass Lloyd dazu bestimmt ist, der Grüne Ninja zu werden. Die Ninja nehmen alle vier Reißzahnklingen aus der Schlangen-Basis mit, aber Pythor schleicht sich an Bord des Flugschiffs und stiehlt sie. Als Pythor den großen Schlangenmeister freilässt, verschlingt er alles, was sich ihm in den Weg stellt, auch Pythor selbst. Die Ninja versuchen, die Schlange in Ninjago City aufzuhalten, und da sie keine andere Wahl haben, übergeben sie die vier goldenen Waffen an Garmadon, der einen Angriff auf die Schwachstelle des großen Schlangemeisters startet. Der große Schlangenmeister explodiert zu Schleim und Garmadon verschwindet mit den goldenen Waffen.

## Episoden
| Nr. (ges.) | Nr. (St.) | Deutscher Titel                                            | Originaltitel                  | Regie                         | Drehbuch                    | Premiere USA  | Dt. Premiere D |
| ---------- | --------- | ---------------------------------------------------------- | ------------------------------ | ----------------------------- | --------------------------- | ------------- | -------------- |
| 1          | 1         | Der Aufstieg der Schlangen                                 | Rise of the Snakes             | Peter Hausner                 | Dan Hageman & Kevin Hageman | 2. Dez. 2011  | 26. Feb. 2012  |
| 2          | 2         | Der Pfad des Falken                                        | Home                           | Justin Murphy                 | Dan Hageman & Kevin Hageman | 2. Dez. 2011  | 26. Feb. 2012  |
| 3          | 3         | Familienbande                                              | Snakebit                       | Martin Skov                   | Dan Hageman & Kevin Hageman | 25. Jan. 2012 | 4. März 2012   |
| 4          | 4         | Traue niemals einer Schlange                               | Never Trust a Snake            | Peter Hausner                 | Dan Hageman & Kevin Hageman | 1. Feb. 2012  | 4. März 2012   |
| 5          | 5         | Die Vereinigung der Schlangen                              | Can of Worms                   | Justin Murphy                 | Dan Hageman & Kevin Hageman | 8. Feb. 2012  | 11. März 2012  |
| 6          | 6         | Die verlorene Stadt                                        | The Snake King                 | Martin Skov                   | Dan Hageman & Kevin Hageman | 15. Feb. 2012 | 11. März 2012  |
| 7          | 7         | Der Nindroid (Alternativ: Tick Tock)                       | Tick Tock                      | Peter Hausner                 | Dan Hageman & Kevin Hageman | 22. Feb. 2012 | 18. März 2012  |
| 8          | 8         | Die erste Reißzahnklinge (Alternativ: Wer einmal gebissen) | Once Bitten, Twice Shy         | Peter Hausner & Justin Murphy | Dan Hageman & Kevin Hageman | 7. März 2012  | 18. März 2012  |
| 9          | 9         | Der Talentwettbewerb                                       | The Royal Blacksmiths          | Martin Skov                   | Dan Hageman & Kevin Hageman | 14. März 2012 | 25. März 2012  |
| 10         | 10        | Der grüne Ninja                                            | The Green Ninja                | Peter Hausner                 | Dan Hageman & Kevin Hageman | 21. März 2012 | 20. Mai 2012   |
| 11         | 11        | Die vierte Reißzahnklinge                                  | All of Nothing                 | Justin Murphy                 | Dan Hageman & Kevin Hageman | 28. März 2012 | 20. Mai 2012   |
| 12         | 12        | Das böse Erwachen                                          | The Rise of the Great Devourer | Martin Skov                   | Dan Hageman & Kevin Hageman | 4. Apr. 2012  | 20. Mai 2012   |
| 13         | 13        | Rettung in letzter Sekunde                                 | Day of the Great Devourer      | Peter Hausner                 | Dan Hageman & Kevin Hageman | 11. Apr. 2012 | 20. Mai 2012   |

## Reguläre Lego-Sets zur Staffel
Die meisten der Sets dieser Staffel sind kaum oder gar nicht mehr im Laden zu finden, da diese nicht mehr hergestellt werden.

### Welle 1
Die 1. Erscheinungswelle der Sets dieser Staffel erschien in Deutschland im Januar 2012, in Amerika im November 2011 und enthielt 10 Sets.
| Name                      | Lego-Artikelnummer | Teile     | Preis (UVP) |
| ------------------------- | ------------------ | --------- | ----------- |
| Schrein der Giftnattern   | 9440               | 86 Stück  | 6,99 €      |
| Kais Feuer-Bike           | 9441               | 188 Stück | 14,99 €     |
| Jays Donner-Jet           | 9442               | 242 Stück | 19,99 €     |
| Rattlecopter              | 9443               | 327 Stück | 29,99 €     |
| Coles Tarn-Buggy          | 9444               | 286 Stück | 34,99 €     |
| Schlangen-Quad            | 9445               | 452 Stück | 49,99 €     |
| Ninja-Flugsegler          | 9446               | 684 Stück | 79,99 €     |
| Der Schlangen-Läufer      | 9455               | 255 Stück | 24,99 €     |
| Abrisskran der Beißvipern | 9457               | 415 Stück | 49,99 €     |

### Welle 2
Mitte 2012 (Mai in Amerika, ca. 2 Monate danach in Europa) wurden vier weitere Sets zur 1. Staffel veröffentlicht.
| Name                               | Lego-Artikelnummer | Teile     | Preis (UVP) |
| ---------------------------------- | ------------------ | --------- | ----------- |
| Lashas Schlangenbike               | 9447               | 249 Stück | 19,99 €     |
| Samurai-Roboter                    | 9448               | 452 Stück | 39,99 €     |
| Ultraschall Raider                 | 9449               | 622 Stück | 79,99 €     |
| Rückkehr des vierköpfigen Drachens | 9450               | 915 Stück | 119,99 €    |

## Auszeichnungen
Regisseur Peter Hausner wurde bei den Annie Awards 2012 in der Kategorie „Regie bei einer Fernsehproduktion“ nominiert.